# Беш-Терек (Чуйская область)
Беш-Терек (кирг. Беш-Терек) — село в Московском районе Чуйской области Кыргызстана. Административный центр и единственный населённый пункт Беш-Терекского айылного аймака.

## География
Село расположено в западной части области, на расстоянии приблизительно 25 километров (по прямой) к северо-западу от села Беловодского, административного центра района. Абсолютная высота — 598 метров над уровнем моря.

## Население
Согласно оценочным данным Национального статистического комитета Кыргызской Республики, численность населения села на начало 2023 года составляла 1500 человек.
| год     | 2009 | 2014 | 2015 | 2020 | 2021 | 2023 |
| ------- | ---- | ---- | ---- | ---- | ---- | ---- |
| человек | 998  | 1120 | 1168 | 1469 | 1486 | 1500 |